# Шваново (Думиничский район)
Шваново — деревня в Думиничском районе Калужской области России. Входит в состав сельского поселения «Село Брынь».

## География
Деревня находится на юге центральной части региона, в зоне хвойно-широколиственных лесов, при федеральной трассе М3 Украина, на расстоянии примерно 10 километров (по прямой) к северу от рабочего посёлка Думиничи, административного центра района.
Абсолютная высота — 201 метр над уровнем моря.

### Климат
Климат характеризуется как умеренно континентальный, с тёплым летом и умеренно морозной снежной зимой. Среднегодовая многолетняя температура воздуха составляет 4 — 4,6 °С. Средняя температура воздуха самого тёплого месяца (июля) — 18 °C (абсолютный максимум — 39 °C); самого холодного (января) — −10 — −8,9 °C (абсолютный минимум — −46 °C). Безморозный период длится в среднем 149 дней. Среднегодовое количество атмосферных осадков составляет 654 мм, из которых 441 мм выпадает в период с апреля по октябрь. Снежный покров держится в течение 130—145 дней.

### Часовой пояс
Деревня Шваново, как и вся Калужская область, находится в часовой зоне МСК (московское время). Смещение применяемого времени относительно UTC составляет +3:00.

## Топоним
На старинных картах обозначена как Чваново.

## Население
| 2002 | 2010 |
| ---- | ---- |
| 0    | ↗5   |

### Половой состав
По данным Всероссийской переписи населения 2010 года в гендерной структуре населения мужчины составляли 40 %, женщины — соответственно 60 %.

## Инфраструктура
Личное подсобное хозяйство. В настоящее время — дачный посёлок.

## Транспорт
Деревня доступна автотранспортом. Остановка общественного транспорта «Шваново».